# El mal querer
El mal querer (estilizado en mayúsculas) es el segundo álbum de estudio de la cantautora española Rosalía, publicado el 2 de noviembre de 2018 a través de Sony Music. Está producido conjuntamente por ella misma y El Guincho. El día de su estreno alcanzó el número uno en la lista de álbumes de Tunes en España y consiguiendo entrar a las listas de diferentes países como Canadá, Estados Unidos, Francia, Italia, Reino Unido...[cita requerida]
Presentado como un álbum experimental y conceptual, girando en torno a una relación tóxica, se inspira en una novela anónima en occitano del siglo XIII titulada Flamenca, con la que consiguió posicionarse entre la lista de los 500 mejores álbumes de todos los tiempos según Rolling Stone.
Antes de la publicación del álbum se lanzaron tres sencillos: «Malamente», «Pienso en tu mirá» y «Di mi nombre». Posteriormente se lanzaron los videoclips de «Bagdad» y «De aquí no sales», que se convirtieron en éxitos virales debido a su estética y simbolismo poético. Otras iniciativas promocionales incluyeron la exhibición de una valla publicitaria en Times Square, así como presentaciones en vivo en varios festivales españoles y en los MTV Europe Music Awards 2018.

## Información del álbum
El mal querer es el primer álbum como solista de Rosalía, cuyo tema es una relación tóxica dividida en capítulos de la cual sale victoriosa una mujer. El álbum está inspirado conceptualmente en el arte español renacentista, la novela Flamenca, la música flamenco-trap, el pop y el rap. En la portada del álbum se puede visualizar a Rosalía representada como un ángel desnudo cuyas partes íntimas son tapadas por su largo cabello y las luces del cielo y en su booklet contiene varias fotografías de Rosalía haciendo homenaje a cuadros de mujeres semidesnudas importantes del artista español.

## Recepción crítica
El álbum fue generalmente aclamado por los críticos de música. Alexis Petridis de The Guardian, elogió el álbum, le otorgó la calificación más alta y lo describió como "la tarjeta de presentación de un talento nuevo y único". Elogió las voces de Rosalía por darle al álbum "una gran frescura", señalando que su estilo de canto "está audiblemente arraigado en una tradición musical diferente a los estilos habituales en que actúan los vocalistas pop".
Pitchfork clasificó a El mal querer como el sexto mejor álbum de 2018, con Philip Sherburne elogiando su combinación de estilos tradicionales y modernos, y elogiando también la voz de la cantante, diciendo: "Ya sea que respire o corra, es tan importante como el pop español con tan pocos años siendo una embajadora del flamenco e inventora de su fascinante híbrido".

## Lista de canciones
Todas las canciones están producidas por Rosalía y el Guincho.

| N.º | Título                               | Escritor(es)                                                                                                  | Duración |  |
| 1.  | «Malamente» (Cap.1: Augurio)         | El Guincho, C. Tangana, Rosalía Vila                                                                          | 2:30     |  |
| 2.  | «Que no salga la luna» (Cap.2: Boda) | El Guincho, Nicolás Sánchez Ortega, Antonio Gallardo Molina, C. Tangana, Rosalía Vila.                        | 4:29     |  |
| 3.  | «Pienso en tu mirá» (Cap.3: Celos)   | Rosalía Vila, El Guincho, C. Tangana.                                                                         | 3:13     |  |
| 4.  | «De aquí no sales» (Cap.4: Disputa)  | C. Tangana, El Guincho, Rosalía Vila.                                                                         | 2:24     |  |
| 5.  | «Reniego» (Cap.5: Lamento)           | Dominio Público, El Guincho, Jesús Bola, Rosalía Vila.                                                        | 3:28     |  |
| 6.  | «Preso» (Cap.6: Clausura)            | El Guincho, Ferrán Echegaray, Rosalía Vila, Rossy De Palma.                                                   | 0:40     |  |
| 7.  | «Bagdad» (Cap.7: Liturgia)           | Leticia Sala, Justin Timberlake, Scott Storch, Timbaland, El Guincho, Luis Troquel, C. Tangana, Rosalía Vila. | 3:02     |  |
| 8.  | «Di mi nombre» (Cap.8: Éxtasis)      | Dominio Público, C. Tangana, El Guincho, Rosalía Vila.                                                        | 2:42     |  |
| 9.  | «Nana» (Cap.9: Concepción)           | Dominio Público, El Guincho, Rosalía Vila.                                                                    | 3:17     |  |
| 10. | «Maldición» (Cap.10: Cordura)        | Dominio Público, El Guincho, C. Tangana, Arthur Russell, Rosalía Vila.                                        | 2:55     |  |
| 11. | «A ningún hombre» (Cap.11: Poder)    | El Guincho, C. Tangana, Rosalía.                                                                              | 1:34     |  |

## Posicionamiento en listas
| Lista (2018)                                | Mejor posición |
| ------------------------------------------- | -------------- |
| Bélgica (Ultratop flamenca)                 | 138            |
| Bélgica (Ultratop valona)                   | 76             |
| España (PROMUSICAE)                         | 1              |
| Estados Unidos Latin Albums (Billboard)     | 10             |
| Estados Unidos Latin Pop Albums (Billboard) | 1              |
| Portugal (AFP)                              | 20             |
| Suiza (Schweizer Hitparade)                 | 61             |

## Premios y reconocimientos

### Premios Grammy[20]
| Año  | Categoría                             | Trabajo       | Resultado |
| ---- | ------------------------------------- | ------------- | --------- |
| 2020 | Mejor álbum alternativo o rock latino | El mal querer | Ganadora  |

### Premios Grammy Latino[21]
| Año  | Categoría                          | Trabajo             | Resultado |
| ---- | ---------------------------------- | ------------------- | --------- |
| 2019 | Álbum del Año                      | «El mal querer»     | Ganadora  |
| 2019 | Álbum Pop Vocal Contemporáneo      | «El mal querer»     | Ganadora  |
| 2019 | Mejor Diseño de Empaque            | «El mal querer»     | Ganadora  |
| 2019 | Mejor Ingeniería de Grabación      | «El mal querer»     | Ganadora  |
| 2019 | Mejor Canción Pop                  | «Pienso en tu mirá» | Nominada  |
| 2018 | Grabación del Año                  | «Malamente»         | Nominada  |
| 2018 | Canción del Año                    | «Malamente»         | Nominada  |
| 2018 | Mejor Fusión/Interpretación Urbana | «Malamente»         | Ganadora  |
| 2018 | Mejor Canción Alternativa          | «Malamente»         | Ganadora  |
| 2018 | Mejor Vídeo Musical                | «Malamente»         | Nominada  |

### Latin AMAs
| Año  | Categoría      | Trabajo         | Resultado |
| ---- | -------------- | --------------- | --------- |
| 2019 | Best Pop Album | «El mal querer» | Nominada  |

## Certificaciones
| País   | Organismo certificador | Certificación  | Ventas certificadas | Ref.   |
| ------ | ---------------------- | -------------- | ------------------- | ------ |
| España | PROMUSICAE             | Triple platino | 120,000             | [ 22 ] |

## Créditos y personal
Créditos adaptados de las notas de El mal querer.
- Rosalía – arreglista, productora, conceptualización, letrista, voz, palmas, teclados, bajo, sampler, guitarra.
- El Guincho – arreglista, productor, caja de ritmos, sintetizador, pandereta, palmas, sampler, bajo, teclados, armonías, grabación, letrista.
- C. Tangana –coros en «Malamente»
- Las Negris – coros en «Malamente», «Que no salga la luna» y «Di mi nombre»
- Lin Cortés y Nani Cortés – coros en «Malamente» y «Que no salga la luna»
- Juan Mateo – coros en «Que no salga la luna»
- Los Mellis – coros en «Pienso en tu mirá» y «Di mi nombre», palmas en «De aquí no sales» y «Di mi nombre»
- Milagros – coros en «Pienso en tu mirá»
- Rossy de Palma – voz  en «Preso»
- Brian Hernández – grabación en «Pienso en tu mirá» y «Bagdad»
- Jesús Bola – arreglista en «Reniego»
- David Hernando Rico – director musical en «Reniego»
- Orquesta Sinfónica de Bratislava – orquesta en «Reniego»
- Joan Albert Amargos – arreglista en «Bagdad»
- Orfeón Catalán – coro en «Bagdad»
- Laura Boschetti – arpa en «Di mi nombre»
- Chris Athens – masterización
- Jaycen Joshua – mezcla
- Jacob Richard, Rashawn McLean y Mike Seaberg – asistentes de mezcla
- Ferrán Echegaray – conceptualización
- Filip Ćustić – diseño de portada
- Justin Timberlake – Sample en «Bagdad»
- Charm La´Donna – Coreógrafa
- Pilar Vila (daikyri) – Estilista